# Mikael Dyrestam
Mikael Bertil Dyrestam (* 10. Dezember 1991 in Växjö) ist ein schwedisch-guineischer Fußballspieler. Er steht momentan in Belgien beim RFC Seraing unter Vertrag.

## Karriere
Dyrestam durchlief die verschiedenen Jugendmannschaften des IFK Göteborg. Als 17-Jähriger debütierte er im Juli 2009 für den Klub in der Allsvenskan und setzte sich in der Folge in der Abwehrreihe des Klubs fest – in seiner Debütsaison bestritt er bis zum Saisonende 17 Ligaspiele und war somit an der Vizemeisterschaft hinter AIK entscheidend beteiligt, parallel spielte er in der schwedischen U-18-Nationalmannschaft. In der Vorbereitung auf die Spielzeit 2010 verletzte er sich im Februar am Kreuzband und fiel letztlich die komplette Spielzeit aus. Nach seiner Rückkehr zur folgenden Spielzeit war er wieder über weite Strecken Stammspieler. Einerseits wurde er daraufhin in die U-21-Nationalmannschaft berufen, andererseits berücksichtigte Nationaltrainer Erik Hamrén ihn als einen von neun U-21-Auswahlspielern für seine Januartournee 2012 in der A-Nationalmannschaft. Gegen Bahrain debütierte er am 18. Januar 2012 als Einwechselspieler für Pontus Jansson kurz vor Spielschluss im Auswahltrikot, beim 5:0-Erfolg über Katar fünf Tage später stand er in der Startformation und bildete mit Emil Salomonsson, Erdin Demir und Markus Holgersson die Abwehrreihe.
Ende März 2012 verletzte sich Dyrestam erneut am Knie, kehrte aber im Mai zurück. Nach erneuten Problemen mit der Kniemuskulatur Ende Mai, fiel er abermals längerfristig aus. In der Spielzeit 2013 war er unter Trainer Mikael Stahre wieder Stammspieler und erreichte mit der Mannschaft im Sommer das Pokalendspiel gegen den Stockholmer Ligakonkurrenten Djurgårdens IF. Nach Toren von Tobias Hysén für IFK und Daniel Amartey für DIF in der regulären Spielzeit ging das Spiel mit einem 1:1-Endstand ins Elfmeterschießen. Dort gehörte er zu den treffsicheren Schützen, so dass der Klub mit einem 3:1-Erfolg den Titel zum sechsten Mal in der Vereinsgeschichte gewann.

## Erfolge
- Schwedischer Pokalsieger: 2013